# Собор Святых Петра и Павла (Шяуляй)
Собор святых Петра и Павла (лит.  Šiaulių Šv. apaštalų Petro ir Pauliaus katedra) — католическая церковь, находящаяся в городе Шяуляй, Литва. Храм является кафедральным собором Шяуляйской епархии. Это одно из самых крупных в Литве строений эпохи ренессанса, сохранившее архитектурную цельность несмотря на позднейшие реконструкции.

## История
Церковь святых апостолов Петра и Павла была построена в Шяуляе в период между 1617 и 1637 годами (по другим данным — между 1595 и 1625 годами). Исторические источники свидетельствуют, что епископ Юргис Тишкявичюс освятил храм 8 октября 1634 года. Предположительно, архитектурный облик здания окончательно сформировался в середине XVII века.
В июле 1880 года деревянная башня храма сгорела после удара молнии, были уничтожены механические часы. Башня была восстановлена, но утратила свою первоначальную форму. Более значительные повреждения храм получил во время Второй мировой войны, когда во время боёв в городе в 1944 году церковь была разрушена. Все внутреннее убранство было утрачено. Восстановительные работы под руководством инженера В. Крикщюнаса (лит. V. Krikščiūnas) и архитектора С. Рамуниса (лит. S. Ramunis) начались в 1945 году. В 1951—1956 гг. произведен второй этап реставрации, работы проводились Вильнюсской реставрационной мастерской. В 1974—1975 гг. по проекту архитектора А. Кунигелиса (лит. A. Kunigėlis) был построен большой алтарь, а также два боковых алтаря.
В 1997 году после учреждения епархии Шяуляя храм стал кафедральным собором.

## Описание
Церковь однонефная с трансептом и восьмигранной башней впереди, высотой около 70 м. В плане здание имеет форму латинского креста. Просторный неф перекрыт декорированным цилиндрическим сводом. Характерной особенностью церкви являются двойные окна. Верхние круглые окна служат для освещения внутренней галереи, которая опоясывает все здание. Фронтоны на торцах трансепта раньше были богато украшены в характере северного Ренессанса. Боковые стены расчленены пилястрами с двойными арками в верхней части. Главный портал башни декорирован колоннами, которые соединены арочным навершием.
По краям западного фасада расположены башенки-эркеры, свидетельствующие об оборонительном характере церкви в позднем средневековье. Ранее эркеры располагались на большинстве средневековых литовских храмов. В настоящее время этот храмовый элемент сохранился только на шяуляйском храме святых Петра и Павла.
На южной стороне собора находятся солнечные часы.
В храме находится орган XVIII века, который был перенесён из каунасской церкви Пресвятой Троицы.
- Церковь в XIX веке
- Башня собора
- Интерьер собора
- Орган
- Алтарь
- Солнечные часы